# سحب الجفن

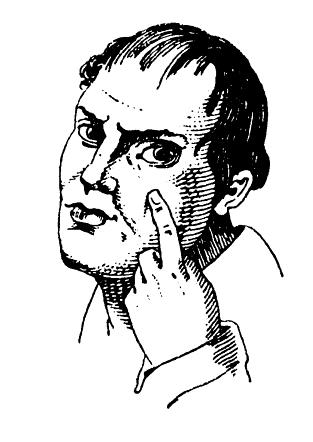
صورة لرجل يقوم بعمل إيماءة "سحب الجفن"، نشرها دي جوريو عام 1832 في نابولي، إيطاليا

سحب الجفن هو لفتة يتم من خلالها استخدام الإصبع لسحب جفن سفلي واحد إلى أسفل، مما يعرض المزيد من مقلة العين. هذه اللفتة لها معاني مختلفة في الثقافات المختلفة، ولكن في العديد من الثقافات، خاصة في منطقة البحر الأبيض المتوسط، تشير إلى اليقظة، أو تحذير أن تكون يقظًا.
في تركيا، قد تعني «أنت لا تخدعني» على غرار "my eye"، وهو مصطلح قديم يدل على عدم التصديق باللغة الإنجليزية.